# Judô nos Jogos Olímpicos de Verão de 1992
O judô nos Jogos Olímpicos de Verão de 1992 foi realizado em Barcelona, na Espanha, com 14 eventos disputados. Pela primeira vez foi disputado o judô feminino em Olimpíadas valendo para o quadro de medalhas. Em 1988 a competição feminina havia estado como esporte de demonstração.

## Eventos do judô
Masculino: até 60 kg | até 65 kg | até 71 kg | até 78 kg | até 86 kg | até 95 kg | acima de 95 kg

Feminino: até 48 kg | até 52 kg | até 56 kg | até 61 kg | até 66 kg | até 72 kg | acima de 72 kg

## Masculino

### Até 60 kg masculino
| Pos. | País                   | Atletas           |
| ---- | ---------------------- | ----------------- |
|      | Equipa Unificada (EUN) | Nazim Huseynov    |
|      | Coreia do Sul (KOR)    | Yoon Hyun         |
|      | Japão (JPN)            | Tadanori Koshino  |
|      | Alemanha (GER)         | Richard Trautmann |

### Até 65 kg masculino
| Pos. | País           | Atletas          |
| ---- | -------------- | ---------------- |
|      | Brasil (BRA)   | Rogério Sampaio  |
|      | Hungria (HUN)  | Jozsef Csak      |
|      | Cuba (CUB)     | Israel Hernández |
|      | Alemanha (GER) | Udo Quellmalz    |

### Até 71 kg masculino
| Pos. | País                | Atletas         |
| ---- | ------------------- | --------------- |
|      | Japão (JPN)         | Toshihiko Koga  |
|      | Hungria (HUN)       | Bertalan Hajtos |
|      | Coreia do Sul (KOR) | Chung Hoon      |
|      | Israel (ISR)        | Oren Smadja     |

### Até 78 kg masculino
| Pos. | País                 | Atletas           |
| ---- | -------------------- | ----------------- |
|      | Japão (JPN)          | Hidehiko Yoshida  |
|      | Estados Unidos (USA) | Jason Morris      |
|      | França (FRA)         | Bertrand Damaisin |
|      | Coreia do Sul (KOR)  | Kim Byung-Joo     |

### Até 86 kg masculino
| Pos. | País          | Atletas         |
| ---- | ------------- | --------------- |
|      | Polônia (POL) | Waldemag Legien |
|      | França (FRA)  | Pascal Tayot    |
|      | Canadá (CAN)  | Nicolas Gill    |
|      | Japão (JPN)   | Hirotaka Okada  |

### Até 95 kg masculino
| Pos. | País                   | Atletas          |
| ---- | ---------------------- | ---------------- |
|      | Hungria (HUN)          | Antal Kovács     |
|      | Grã-Bretanha (GBR)     | Raymond Stevens  |
|      | Países Baixos (NED)    | Theo Meijer      |
|      | Equipa Unificada (EUN) | Dmitriy Sergeyev |

### Acima de 95 kg masculino
| Pos. | País                   | Atletas             |
| ---- | ---------------------- | ------------------- |
|      | Equipa Unificada (EUN) | David Khakaleshvili |
|      | Japão (JPN)            | Naoya Ogawa         |
|      | Hungria (HUN)          | Imre Csosz          |
|      | França (FRA)           | David Douillet      |

## Feminino

### Até 48 kg feminino
| Pos. | País          | Atletas        |
| ---- | ------------- | -------------- |
|      | França (FRA)  | Cécile Nowak   |
|      | Japão (JPN)   | Ryoko Tamura   |
|      | Cuba (CUB)    | Amarilis Savón |
|      | Turquia (TUR) | Hulya Senyurt  |

### Até 52 kg feminino
| Pos. | País               | Atletas          |
| ---- | ------------------ | ---------------- |
|      | Espanha (ESP)      | Almudena Muñoz   |
|      | Japão (JPN)        | Norika Mizoguchi |
|      | China (CHN)        | Li Zhongyun      |
|      | Grã-Bretanha (GBR) | Sharon Rendle    |

### Até 56 kg feminino
| Pos. | País               | Atletas            |
| ---- | ------------------ | ------------------ |
|      | Espanha (ESP)      | Miriam Blasco      |
|      | Grã-Bretanha (GBR) | Nicola Fairbrother |
|      | Cuba (CUB)         | Driulis González   |
|      | Japão (JPN)        | Chiyori Tateno     |

### Até 61 kg feminino
| Pos. | País                   | Atletas                 |
| ---- | ---------------------- | ----------------------- |
|      | França (FRA)           | Cathérine Fleury-Vachon |
|      | Israel (ISR)           | Yael Arad               |
|      | Equipa Unificada (EUN) | Yelena Petrova          |
|      | China (CHN)            | Zhang Di                |

### Até 66 kg feminino
| Pos. | País               | Atletas              |
| ---- | ------------------ | -------------------- |
|      | Cuba (CUB)         | Odalis Revé          |
|      | Itália (ITA)       | Emanuela Pierantozzi |
|      | Grã-Bretanha (GBR) | Kate Howey           |
|      | Bélgica (BEL)      | Heidi Rakels         |

### Até 72 kg feminino
| Pos. | País                   | Atletas          |
| ---- | ---------------------- | ---------------- |
|      | Coreia do Sul (KOR)    | Kim Mi-Jung      |
|      | Japão (JPN)            | Yoko Tanabe      |
|      | Países Baixos (NED)    | Irene de Kok     |
|      | Equipa Unificada (EUN) | Laetitia Meignan |

### Acima de 72 kg feminino
| Pos. | País         | Atletas          |
| ---- | ------------ | ---------------- |
|      | China (CHN)  | Zhuang Xiaoyan   |
|      | Cuba (CUB)   | Estela Rodríguez |
|      | França (FRA) | Natalia Lupino   |
|      | Japão (JPN)  | Yoko Sakaue      |

## Quadro de medalhas do judô
| Ordem | País                 | Medalha de ouro | Medalha de prata | Medalha de bronze | Total |
| ----- | -------------------- | --------------- | ---------------- | ----------------- | ----- |
| 1     | JPN Japão            | 2               | 4                | 4                 | 10    |
| 2     | FRA França           | 2               | 1                | 4                 | 7     |
| 3     | EUN Equipa Unificada | 2               | 0                | 2                 | 4     |
| 4     | ESP Espanha          | 2               | 0                | 0                 | 2     |
| 5     | HUN Hungria          | 1               | 2                | 1                 | 4     |
| 6     | CUB Cuba             | 1               | 1                | 3                 | 5     |
| 7     | KOR Coreia do Sul    | 1               | 1                | 2                 | 4     |
| 8     | CHN China            | 1               | 0                | 2                 | 3     |
| 9     | BRA Brasil           | 1               | 0                | 0                 | 1     |
| 9     | POL Polônia          | 1               | 0                | 0                 | 1     |
| 11    | GBR Grã-Bretanha     | 0               | 2                | 2                 | 4     |
| 12    | ISR Israel           | 0               | 1                | 1                 | 2     |
| 13    | USA Estados Unidos   | 0               | 1                | 0                 | 1     |
| 13    | ITA Itália           | 0               | 1                | 0                 | 1     |
| 15    | GER Alemanha         | 0               | 0                | 2                 | 2     |
| 15    | NED Países Baixos    | 0               | 0                | 2                 | 2     |
| 17    | BEL Bélgica          | 0               | 0                | 1                 | 1     |
| 17    | CAN Canadá           | 0               | 0                | 1                 | 1     |
| 17    | TUR Turquia          | 0               | 0                | 1                 | 1     |